# Milorad Mitrović
Pour les articles homonymes, voir Mitrović.
Milorad Mitrović (né le 12 avril 1908 à Veliko Gradište et mort le 9 août 1993 à Split) est un footballeur et entraîneur yougoslave et serbe.

## Biographie
En tant que défenseur, Milorad Mitrović est international yougoslave à trois reprises (1928-1935) pour aucun but inscrit.
Il participe aux Jeux olympiques de 1928 à Amsterdam. Il est titulaire contre le Portugal, mais il ne peut empêcher l'élimination dès le premier match (1-2) pour sa première sélection. Il doit attendre le 23 décembre 1934 pour honorer sa deuxième sélection, soit six ans après la première, contre la Grèce. Sa dernière sélection est honorée le 1er janvier 1935, contre la Roumanie, qui se solde par une victoire (4-0), la seule victoire sur ses trois sélections.
En tant que joueur, il joue dans deux clubs yougoslaves (BSK Belgrade et BASK Belgrade) et deux clubs français (SO Montpellier et FC Sète), remportant deux championnats yougoslaves en 1935 et en 1936, un championnat de France en 1934 et deux Coupes de France (sans avoir joué la finale).
Il est aussi le sélectionneur entre 1955 et 1959 de la Birmanie.

## Clubs

### En tant que joueur
- 1922-1928 :  BSK Belgrade
- 1928-1932 :  SO Montpellier
- 1933-1934 :  FC Sète 34
- 1934-1937 :  BSK Belgrade
- 1937-1941 :  BASK Belgrade

### En tant qu'entraîneur
- 1955-1959 :  Birmanie

## Palmarès
- Championnat de Yougoslavie de football
  - Champion en 1935 et en 1936
  - Vice-champion en 1927
- Championnat de France de football
  - Champion en 1934 (5 matchs)
- Coupe de France de football (ne joue aucune des trois finales)
  - Vainqueur en 1929 et en 1934
  - Finaliste en 1931